# جو كوكي (سياسي)
جو كوكي (بالإنجليزية: Joe Cooke)‏ هو سياسي أسترالي، ولد في 28 مارس 1904 في برث في أستراليا، وتوفي في 14 أبريل 1981. حزبياً، نشط في حزب العمال الأسترالي. وقد انتخب عضو مجلس الشيوخ الأسترالي ‏ عن دائرة أستراليا الغربية (7 فبراير 1952 – 30 يونيو 1965) وانتخب عضو مجلس الشيوخ الأسترالي ‏ عن دائرة أستراليا الغربية (1 يوليو 1947 – 19 مارس 1951).